# Hugo Zapałowicz

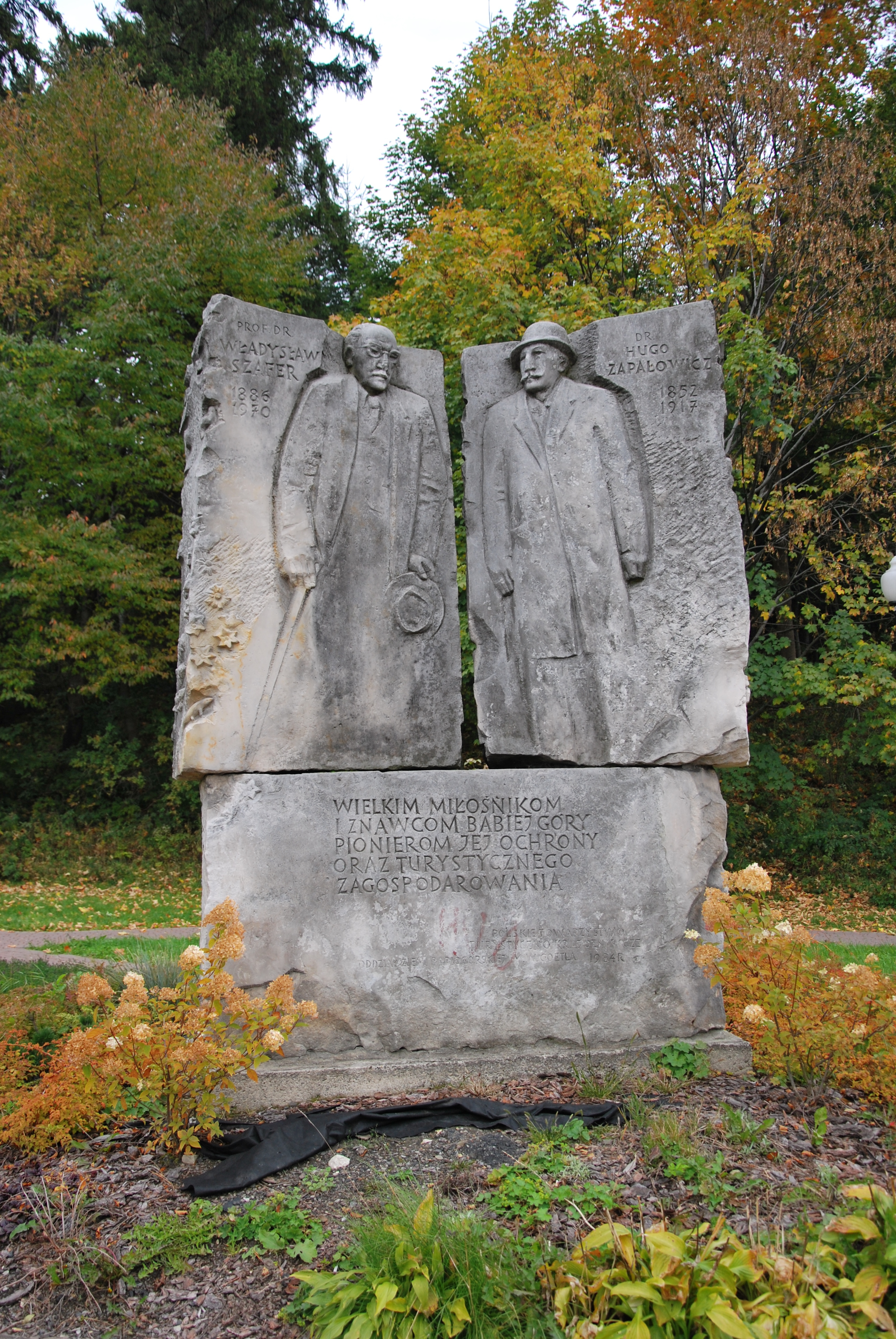
Pomnik Władysława Szafera i Hugona Zapałowicza w Zawoi

Hugo Zapałowicz (ur. 15 listopada 1852 w Lublanie, zm. 20 listopada 1917 w Pierowsku) – polski podróżnik, botanik, prawnik, badacz Karpat i gór środkowej Argentyny, prekursor turystyki babiogórskiej, przewodnik, poeta.

## Życiorys
Pochodził z rodziny polsko-słoweńskiej. Jego ojcem był inżynier architekt Władysław Zapałowicz (ur. 1818, zm. 1881), który osiedlił się w Przemyślu, gdzie pracował na kolei (jako nadinżynier) i przy budowie twierdzy. Matką Hugona była Maria Smole, pochodząca z zamożnej słoweńskiej rodziny francuskiego pochodzenia. Dziadek Hugona ze strony matki był prezydentem Lublany i właścicielem prywatnego przedsiębiorstwa pocztowego. Hugo miał młodszego brata Władysława (ur. 2 XI 1854 r. w Podgórzu).
Dzieciństwo spędził we Lwowie i Przemyślu, gdzie jego rodzice przeprowadzili się w 1863 r. W 1871 r. ukończył ośmioletnie C.K. Wyższe Gimnazjum w Przemyślu i w tym samym roku rozpoczął studia na Wydziale Prawa i Administracji na Uniwersytecie Jagiellońskim w Krakowie.
W 1875 r. ukończył studia, jednak przez następnych 5 lat obok pracy w zawodzie prawnika wiele czasu poświęcał swojej nowej pasji - naukom przyrodniczym. W latach 1875–1879 prowadził corocznie kilkutygodniowe szczegółowe badania botaniczne i geobotaniczne w masywie Babiej Góry, których owocem była wydana w 1880 r. praca pt. "Roślinność Babiej Góry pod względem geograficzno-botanicznym" (p. niżej). W latach 1880–1905 służył w wojsku austriackim, gdzie w randze kapitana sprawował funkcję sędziego wojskowego przy tyrolskim pułku strzelców. Jednocześnie w latach 1880–1881 uzupełniał na Uniwersytecie Wiedeńskim studia z zakresu botaniki, poznawał florę Alp, a w latach 1888–1890 odbył podróż badawczą do Ameryki Południowej i dookoła świata. W 1880 r. został współpracownikiem Komisji Fizjograficznej Akademii Umiejętności.
Po przejściu na emeryturę w latach 1905–1908 mieszkał w Zawoi, gdzie zajął się głównie rozwojem polskiej turystyki w masywie Babiej Góry. W 1908 r. przeniósł się do Lwowa, gdzie poświęcił się badaniom florystycznym w Karpatach Wschodnich.
W 1914 r. ponownie został powołany jako sędzia do wojska austriackiego. Od 1915 r. do śmierci przebywał w niewoli rosyjskiej. Zmarł 20 listopada 1917 w Pierowsku (Turkiestan Zachodni).

## Podróż dookoła świata
W 1888 wyruszył w podróż dookoła świata. Swoją wyprawę rozpoczął w Wiedniu, gdzie przygotowywał się, a następnie przez Paryż, Bordeaux, Lizbonę i Dakar skierował się statkiem do Buenos Aires w Argentynie. W marcu 1889 wyruszył z Buenos Aires, przez Bahia Blanca i Punta Alta, na zachód kontynentu. Podróżował rzekami Negro i Limay do jeziora Nahuel Huapi (u podnóża Andów), następnie przeszedł przez Andy, zwiedził Chile, wyspy Juan Fernández i Valdivię. Stamtąd popłynął na północ wzdłuż wybrzeża, zatrzymując się po drodze w Talcahuano, Valparaiso, Coquimbo, Antofagaście, Arice, Callao, Limie oraz Tumbes Guayaquil i na koniec dotarł do Panamy.
W trakcie tych podróży Zapałowicz zgromadził zbiory fauny i flory oraz poczynił wiele zapisków na temat napotykanych plemion indiańskich. Najwięcej czasu poświęcił Indianom Tehuelczom, wędrownym mieszkańcom Patagonii. Całą swą podróż opisał w dwutomowej książce pt. "Jedna z podróży naokoło ziemi" (Lwów 1899). Sporządził mapę geologiczną Patagonii i ogłosił kilka prac naukowych dotyczących tego regionu.
Z Panamy, drogą morską przez San Francisco, dotarł do Japonii, gdzie zwiedził m.in. Tokio i Nagasaki. Stamtąd udał się do Władywostoku, skąd odbył wycieczkę do jeziora Chanka, po czym przez Koreę wrócił do Japonii. Stamtąd wyruszył w podróż statkiem przez Szanghaj, Hongkong, Singapur, Kolombo i Aden do Port Said, by odbyć pielgrzymkę do Ziemi Świętej. Z Aleksandrii udał się do Kairu w celu obejrzenia słynnych piramid w Gizie. Po powrocie wsiadł na statek, płynący do Triestu. Na jego pokładzie przywitał Nowy Rok 1890.

## Życie rodzinne
Po powrocie z podróży Hugo Zapałowicz postanowił założyć rodzinę. W grudniu 1890 r. w kościele katedralnym we Lwowie pojął za żonę Józefę Maryańską (Marjańską), córkę dr. med. Edwarda Maryańskiego i Marii z domu Beczko-Druzin, zamieszkałych na Podolu w Jarmolińcach. Maryańscy byli właścicielami majątku Bednarówka położonego niedaleko Borbuch – obydwie te podolskie miejscowości słynęły w XIX w. z pokładów fosforytów. Ojciec panny młodej, Edward Maryański (1834–1912), był nie tylko zasłużonym lekarzem i społecznikiem, ale także badaczem ziemi podolskiej, m.in. członkiem przybranym Akademii Umiejętności w Krakowie i stałym współpracownikiem redakcji Słownika Geograficznego.
Półtora roku po ślubie spotkała Zapałowicza największa tragedia życiowa. W Krakowie 15 maja 1892 r. zmarła w połogu jego 24-letnia żona Józefa. Nowonarodzonego syna o imieniu Józef Hugo Zapałowicz oddał pod opiekę swej matce Marii, która po śmierci pierwszego męża wyszła w 1902 r. ponownie za mąż za barona Daniela Salis-Soglio.

## Działalność w Polsce
Po przejściu na wojskową emeryturę Zapałowicz zamieszkał w 1905 r. w Zawoi. Aby przeciwstawić się naporowi niemieckich turystów w rejonie Babiej Góry, 14 maja 1905 r. założył Oddział Babiogórski polskiego Towarzystwa Tatrzańskiego z siedzibą w Makowie Podhalańskim (wkrótce przeniesiony do Żywca). W 1906 r., 20 maja, został wybrany na prezesa tego Oddziału. W tym czasie wystarał się o budowę drogi z Makowa do Zawoi. W lipcu 1906 r. wyznakował kolorem czerwonym pierwszy polski szlak turystyczny w tej części Beskidów, z Suchej Beskidzkiej do Zawoi, a następnie kilka dalszych szlaków w rejonie Babiej Góry.
W obliczu wzniesienia w 1905 r. przez "Beskidenverein" niemieckiego schroniska pod szczytem Babiej Góry, najważniejszym dokonaniem Zapałowicza w tym czasie było jednak zebranie odpowiednich funduszy i doprowadzenie do zbudowania na Babiej polskiego schroniska turystycznego. Schronisko Oddziału Babiogórskiego TT otwarto w 1906 r. na polanie Markowe Szczawiny, na północnym stoku góry (od 1925 r. schronisko nosi imię H. Zapałowicza).

## Zasługi
W 1894 r. został powołany na członka Akademii Umiejętności.
W 1909 r. Zapałowicz został członkiem honorowym Oddziału Babiogórskiego Towarzystwa Tatrzańskiego. W uznaniu jego zasług zarówno w dziedzinie badania Karpat, jak i w zakresie turystyki, w 1913 r. uzyskał godność członka honorowego Towarzystwa Tatrzańskiego obok Kazimierza Przerwy-Tetmajera i Stanisława Witkiewicza.
W dowód uznania w dziedzinie badań botanicznych jego imieniem nazwano nowe gatunki roślin: Alchemilla zapalowiczi Pawł. (przywrotnik Zapałowicza), Ranunculus zapalowiczi Pacz. (jaskier Zapałowicza). W obliczu późniejszych badań nad systematyką roślin nazwy te jednak nie utrzymały się.

## Twórczość
Hugo Zapałowicz jest autorem wielu opracowań związanych z florą i budową geologiczną Tatr, opisu szaty roślinnej i dawnych zlodowaceń w Karpatach Wschodnich i Południowych.
- Roślinność Babiej Góry pod względem geograficzno-botanicznym ("Sprawozdanie Komisji Fizjograficznej" 14 : 1880 cz. 2) – szczegółowe badania botaniczne na Babiej Górze;
- Z Czarnohory do Alp Rodneńskich [w:] „Pamiętnik Towarzystwa Tatrzańskiego” 6 : 1881, s. 24-85, powt. Kielce, 2001;
- Eine geologische Skizze des östlischen Theiles der Pokutisch-Marmaroschen Grenzkarpathen [w:] „Jahrbuch der Kaiserlich-Königlichen Geologischen Reichsanstalt” 36 : 1886, z. 2-3, s. 361-594, z barwną mapą geologiczną w podziałce 1:100 000 i tablicą przekrojów;
- Kilka słów o geografii roślinnej "Kosmos" 16 : 1891;
- Szata roślinna Gór Pokucko-Marmaroskich [w:] „Sprawozdanie Komisji Fizjograficznej AU” 24 : 1889, s. 1-83;
- Das Rio Negro-Gebiet in Patagonien [w:] „Denkschriften der kaiserlichen Akademie der Wissenschaften. Mathematisch-Naturwissenschaftlische Classe” 60 : 1893, s. 531-564;
- Jedna z podróży naokoło ziemi, Lwów. 1899 – opis podróży dookoła świata;

- Zapiski florystyczne ze Wschodnich Karpat [w:] „Sprawozdanie Komisji Fizjograficznej” 32 : 1896 (wyd. 1897], s. 75;

- Zdarzenie w Tatrach [w:] „Pamiętnik Towarzystwa Tatrzańskiego” 26 : 1905, s. 45;
- Krytyczny przegląd roślinności Galicji I-IV, Kr. 1906–1914;
- Prof. F. Paxa Grundzüge der Pflanzenverbreitung in den Karpathen "Kosmos" 34 : 1909;
- Okres lodowy w Karpatach Pokucko-Marmaroskich [w:] „Kosmos” 36 : 1912, s. 579–654;
- Dyluwialno-lodowy okres w Karpatach Pokucko-Marmaroskich i w Patagonii [w:] „Kosmos” 37 : 1913, s. 643–740;

Zapałowicz wydał również tomik poezji pt. Z marzeń i zdarzeń (Kraków 1905), zaś owocem jego zainteresowań krytyczno-literackich jest rozprawa pt. Z rozmyślań o Hamlecie (Lwów 1909).

## Literatura
Najobszerniejsze materiały na temat jego życia znajdują się w Babiogórskim Ośrodku Historii Turystyki Górskiej na Markowych Szczawinach pod Babią Górą, a materiały na jego temat zostały przedstawione w 1977 roku w Krakowie na poświęconym mu sympozjum, zorganizowanym przez Komisję Turystyki Górskiej ZG PTTK.
- Pam. TT 36, 1917–1918 (Kazimierz Rouppert).
- Acta Soc. Bot. Pol. 22, 1953, nr 2 (Bolesław Hryniewiecki).
- Karpaty 1978-79, nr 13–14 (prace różnych autorów z sympozjum w 1977).
- BUP cz. II, 1985.
- SBP 1987 (Alina Skirgiełło).